# 3. Infanterie-Division (mot.)
La 3. Infanterie-Division (mot.) fu una divisione di fanteria motorizzata dell'esercito tedesco nata dalla riorganizzazione della 3. Infanterie-Division, attiva durante la seconda guerra mondiale. Costituita nel 1934 come normale unità di fanteria, fu motorizzata nel 1940. Combatté sul fronte orientale, e in particolare a Stalingrado, dove fu accerchiata e distrutta con tutta la Sesta Armata. Nella 3ª divisione militò Artur Axmann, leader della Gioventù hitleriana.
Venne ricostituita nel giugno 1943 con la nuova denominazione di 3. Panzergrenadier-Division che continuò a combattere in Italia e sul fronte occidentale fino al termine della guerra.

## Storia
Dalle Origini fino alla Campagna di Francia
La divisione nacque nell'ottobre 1934 a Francoforte sull'oder con il nome di Wehrgauleitung Frankfurt, il 15 ottobre 1935 con l'annuncio formale della nascita della Wehrmacht da parte di Adolf Hitler la divisione venne rinominata in 3. Infanterie-Division. Nel 1938 prese parte all'occupazione della Cecoslovacchia, mentre a partire dal 1º settembre 1939 fu impegnata nella Campagna di Polonia, attraversando la Vistola e arrivando fino a Varsavia, finita la campagna venne spostata a occidente nella regione dell'Eifel.
Nel maggio 1940 prese parte alla Campagna di Francia, attraversando prima il Belgio ed il Lussemburgo, entrata in Francia attraversò la Mosa e raggiunse l'Aisne dove si stanziò. Il 10 giugno attraversò l'Aisne e nei seguenti giorni fu impegnata nei combattimenti contro le truppe francesi. Alla fine della campagna si trovava nella zona di Le Creusot, dove svolse compiti di presidio. Nell'ottobre dello stesso anno si trasferì in Germania dove fu riorganizzata.
Motorizzazione e Campagna di Russia
Nell'ottobre 1940 la divisione fu riorganizzata in una divisione motorizzata e venne rinominata 3. Infanterie-Division (mot). Nel giugno del 1941, in vista dell'operazione Barbarossa venne schierata in Prussia Orientale, nel gruppo d'armate Nord, successivamente avanzò su Luga e lungo la zona a sud di Staraja Russa. Nell'ottobre 1941 la divisione fu trasferita al Centro del gruppo d'armate nella zona di Roslavl' e da qui la divisione ha preso parte alla battaglia di Mosca e fu poi schierata come testa di ponte lungo il fiume Nara.
Dopo l'inizio della controffensiva russa venne respinta sul Nara e poi sul Rusa. Nei primi mesi del 1942 fu impegnata in diverse battaglie difensive nella zona di Kaluga e Vjaz'ma e nel giugno dello stesso anno venne trasferita nel Gruppo d'armate Sud dove iniziò un'avanzata superando il Don e da qui la divisione partecipò alla assedio di Stalingrado dove si schierò sulla difensiva. Tuttavia a novembre l'Armata Rossa sferrò l'operazione Urano per circondare la 6. Armee (di cui la divisione faceva parte) e una volta circondata venne distrutta nel febbraio del 1943.
Nel giugno 1943 la divisione venne ricostituita con la denominazione di 3. Panzergrenadier-Division che fu impegnata in Italia.

## Decorazioni
Alcuni soldati della 3. Infanterie-Division (mot.) furono premiati per le loro azioni in guerra:
- Croce Tedesca
  - in oro: 15
- Croce di Cavaliere della croce di ferro: 6
  - Croce di Cavaliere con foglie di quercia: 1

- Distintivo per combattimenti ravvicinati:
  - in bronzo: 1
  - in argento: 1

## Comandanti

### 3ª divisione di fanteria[3]
- Oberst Curt Haase 4 aprile 1934 - 3 luglio 1936
- Generalmajor Walter Petzel  3 luglio 1936 - 11 ottobre 1938
- Generalleutnant Walter Lichel  11 ottobre 1938 - 1 ottobre 1940

### 3ª divisione di fanteria (mot.)
- Generale der Artillerie Paul Bader 1 ottobre 1940 - 25 maggio 1941
- Generale der Artillerie Curt Jahn  25 maggio 1941 - 1 aprile 1942
- Generalleutnant Helmuth Schlömer  1 aprile 1942 -15 gennaio 1943
- Oberst Freiherr von Hanstein 15 gennaio 1943 - 28 gennaio 1943